# 유인석 (1961년)
유인석(1961년 4월 1일 ~ )은 대한민국의 배우다.

## 학력
- 여의도고등학교 졸업

## 출연작
드라마
- 1998년 SBS 일일시트콤 《순풍산부인과》
- 1999년 SBS 일일드라마 《당신은 누구시길래》
- 2000년 KBS 2TV 일일연속극 (2000년 7월 26일부터는 수목드라마로 변경) 《소설 목민심서》
- 2004년 SBS 월화드라마 《장길산》
- 2004년 MBC 월화드라마 《영웅시대》
- 2005년 KBS2 월화 미니시리즈 《쾌걸춘향》
- 2005년 MBC 《제5공화국》 ... 조약래 역
- 2004년 KBS1 대하드라마 《불멸의 이순신》
- 2004년 KBS2 주말연속극 《부모님전상서》
- 2005년 ~ 2006년 SBS 미니시리즈 《마이걸》 ... 노숙자 역
- 2006년 MBC 월화드라마 《주몽》
- 2007년 KBS2 월화드라마 《헬로! 애기씨》 ... 신의도에서 황만복의 지시를 처리하는 남자 역
- 2007년 MBC 《태왕사신기》
- 2007년 ~ 2008년 MBC 《뉴하트》 ... 가슴 흉통 환자 역
- 2008년 MBC 《이산》
- 2008년 KBS2 《대왕세종》
- 2008년 SBS 《일지매》
- 2008년 KBS2 《최강칠우》
- 2008년 KBS2 《바람의 나라》
- 2008년 SBS 《바람의 화원》
- 2008년 KBS1 일일연속극 《너는 내 운명》 ... 노숙자 (135회 방송분) 역
- 2008년 KBS1 일일연속극 《돌아온 뚝배기》 ... 노숙자 역
- 2009년 MBC 《돌아온 일지매》
- 2009년 KBS2 주말대하사극 《천추태후》
- 2009년 KBS2 수목드라마 《파트너》 ... 노숙자 역
- 2011년 SBS 주말특별기획 《신기생뎐》 ... 마이준의 지인 역
- 2011년 MBC 주말연속극 《반짝반짝 빛나는》 ... 도박하는 남자 역
- 2011년 ~ 2012년 OCN 금요드라마 《특수사건 전담반 TEN》 ... 택시기사 역
- 2012년 KBS2 주말연속극 《넝쿨째 굴러온 당신》 ... 가구공방 사장에게 돈 떼어먹은 남자 역
- 2012년 MBC 수목드라마 《아이두 아이두》 ... 가방회사 경비원 역
- 2012년~2013년 KBS2 주말드라마 《내 딸 서영이》 ... 이삼재에게 돈 갚으라는 남자 역
- 2014년 SBS 드라마스페셜 《괜찮아, 사랑이야》 ... 환자 역
- 2015년 KBS2 수목드라마 《장사의 신 - 객주 2015》 ... 전주 객주인 역
- 2016년 MBC 아침드라마 《내일도 승리》 ... 전세방 집주인 역
- 2016년 MBC 일일연속극 《다시 시작해》 ... 무료급식소 봉사자 역
- 2022년 넷플릭스 《소년심판》 ... 푸름 청소년 회복센터 설립을 반대하는 주민 역

TV 프로그램
- 1993년 ~ 1999년 MBC 《경찰청 사람들》 ... 각종 단역
- 1996년 ~ 1999년 MBC 《이야기 속으로》 ... 각종 단역
- 1997년 ~ 1999년 SBS 《토요미스테리 극장》 ... 각종 단역
- 1998년 ~ 2001년 KBS 2TV 《공개수배 사건 25시》 ... 각종 단역
- 2001년 ~ 2005년 KBS 1TV 《이것이 인생이다》 ... 각종 단역
- 2001년 ~ 2004년 경인방송 《미스테리극장 위험한 초대》 ... 각종 단역
- 2002년 ~ 현재 MBC 《신비한 TV 서프라이즈》 ... 각종 단역

영화
- 1987년 《물망초》 ... 단역
- 2002년 《취화선》 ... 내시1 역
- 2002년 《오아시스》 ... 중국집 사장 역
- 2006년 《한반도》 ... 일본 장교 역
- 2006년 《올드미스 다이어리 극장판》 ... 청경 역
- 2008년 《그 남자의 책 198쪽》 ... 경찰관1 역
- 2011년 《도시의 풍년》 ... 취객 역
- 2017년 《조작된 도시》 ... 엄폐 (게임 캐릭터) 역

연극
- 1983년 《금관의 예수》

## 수상
- 1997년 전국연극제 경기도 예선 연기상 수상
- 2003년 iTV 경인방송 드라마 부문 연기 공로상 수상
- 2003년 부천 예총 주관 부천 예술인상 (연극부문) 수상
- 2004년 경기도 연극인 대상 수상